# Ratyn (Wrocław)

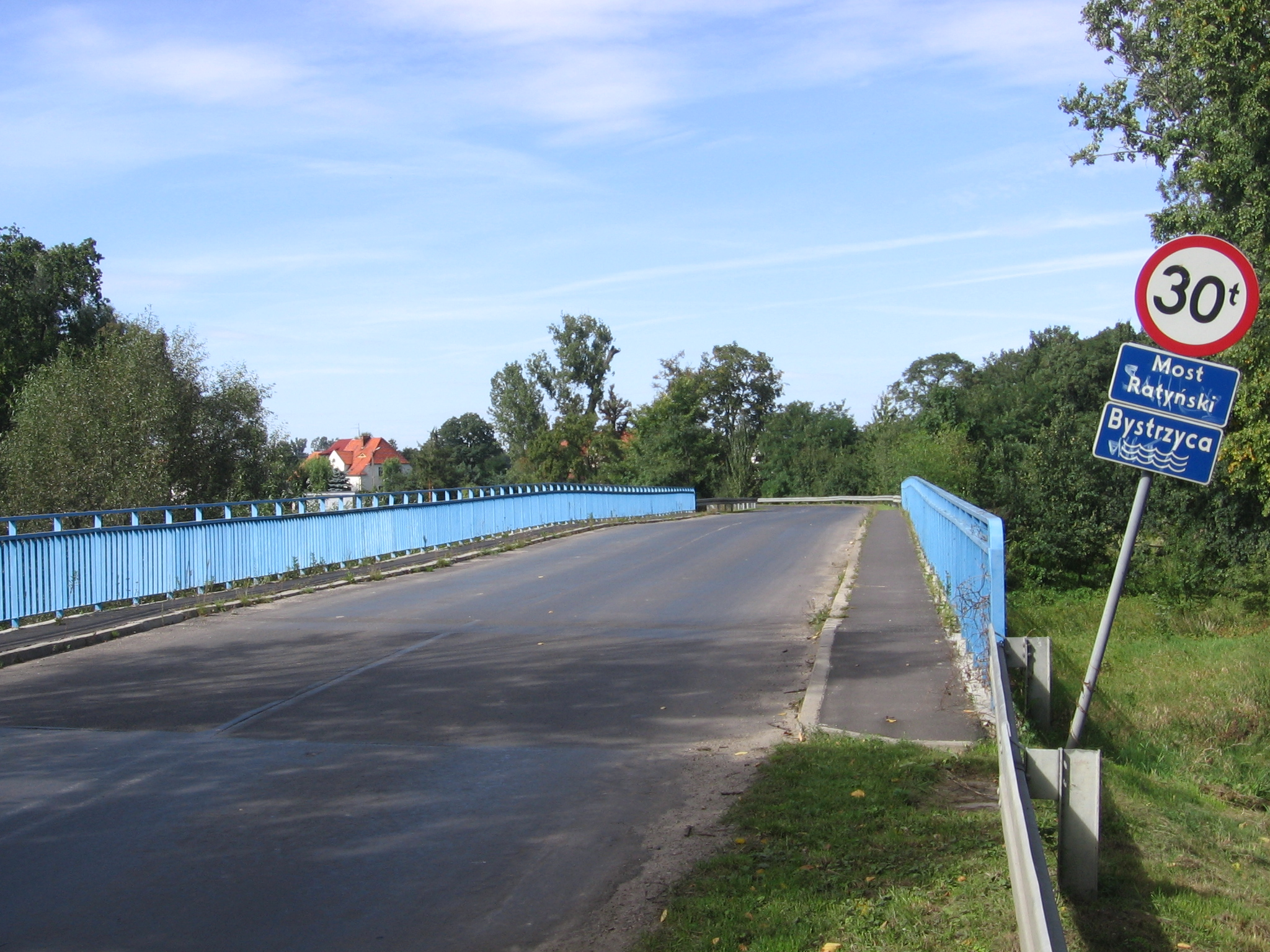
most Ratyński nad Bystrzycą

Ratyn (niem. Rathen, Ratyń) – osiedle na zachodnim skraju Wrocławia, administracyjnie część osiedla Leśnica. W granicach miasta od 1928.
Osiedle znajduje się na północ od Jerzmanowa i Jarnołtowa, na lewym (północnym) brzegu Bystrzycy. Na zachód od zabudowań Ratyna znajduje się Las Ratyński, leżący przy granicy miasta, na północny zachód – osiedle Żar, na północ – osiedle Pustki (dawniej kolonia wsi Ratyn), a na północny wschód – Złotniki (na granicy pomiędzy nimi leżą Zakłady Chemiczne Złotniki).
Majątek rycerski Rathayn odnotowany już w 1324 (folwark, dwór i 27,5 łanów ziemi). W 1527 r. w Ratajach był dwór z wieżą i zabudowaniami gospodarczymi, m.in. browarem. W 1795 był tu także, prócz folwarku, młyn, karczma i 39 domów, zamieszkanych przez 273 osoby. Do wsi należała kolonia zwana Pustkami. Pół wieku później mieszkało tu 378 osób w 54 domach, a w 1913 – 861 mieszkańców.
Przed rokiem 1928 podwrocławska wieś ulicówka (wzdłuż ul. Gromadzkiej), do roku 1945 pod nazwą Rathen (przedtem też Ratheyn, Rathay). Zabudowa wzdłuż ulicy Miodowej pochodzi z lat 20. XX w. W latach 1945–1948 osiedle nosiło historycznie uzasadnioną nazwę Rataje, później wprowadzono nazwę Ratyn (z powodu brzmienia zniekształcaną czasem na Ratyń).